# Jamnaja kultúra

Baden-péceli kultúra

A jamnaja kultúra, azaz gödörsíros kurgánok népének kultúrája, legtöbbször gödörsíros kultúra (neve az orosz яма, azaz „gödör” szóból képzett melléknév) késő kőrézkori – kora bronzkori kultúra volt a Bug, Dnyeszter és Urál folyók környékén. A kultúra az i. e. 36. századtól az i. e. 23. századig létezett, mint a kurgán-kultúra első szakasza. Jellemzően vadász-állattartó volt, de a folyók környékén földműveléssel is foglalkoztak; néhány földvár jellegű építmény nyomai is fennmaradtak. A jamnaja kultúra a Volga középső folyásánál létrejött hvalinszki kultúra és a Dnyeper középső folyásánál létező Szrednyij Sztog-kultúra utóda. A jamnaja kultúrából fejlődött ki nyugat felé a katakombás kultúra, kelet felé pedig a Szrubna-kultúra.

## Jellemzői

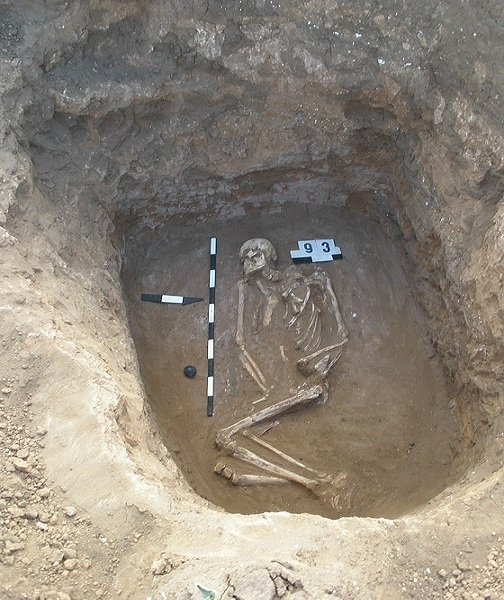
Jamnaja kultúra temetkezés, Volgográdi terület

A kultúra egyik jellegzetessége a kurgánokba temetkezés. A holttestet behajlított térdekkel helyezték el a sírban, és okkerrel borították be. A kurgánokban több testet találtak a régészek, gyakran későbbi temetkezésekből származót is. Az elhunyttal feláldozott állatokat is eltemettek (jószágot, disznót, juhot, kecskét és lovat), ami a proto-indoeurópai és proto-indoiráni kultúrák jellegzetessége is.

## Kurgán-hipotézis
Marija Gimbutas kurgán-hipotézisében a jamnaja kultúrát azonosítja a késő proto-indoeurópai kultúrával. Ez és a megelőző Szrednyij Sztog-kultúra egyike a proto-indoeurópai nyelv lehetséges őshazáinak (Urheimat). A jamnaja kultúrához tartoznak a legkorábbi, Kelet-Európában talált kerekekkel ellátott jármű maradványai, ezt az ukrajnai Dnyiprónál találták, a „Sztorozsova mohila” kurgánban, melyet Alekszej Ivanovics Tyerenozskin tárt fel.